# Tour de Salamanque
Le Tour de Salamanque (en espagnol : Vuelta a Salamanca) est une course cycliste espagnole qui se déroule dans la province de Salamanque, en Castille-et-León. Créée en 1935, elle est actuellement disputée par des coureurs amateurs. 
Cette épreuve fait partie du calendrier national de Fédération royale espagnole de cyclisme. 

## Présentation
La première édition en 1935 est remportée par Julián Berrendero. Réservée ensuite aux coureurs amateurs, la course a connu la participation de futurs champions comme Miguel Indurain, Joseba Beloki ou Alejandro Valverde.
Après une interruption de six ans, elle est relancée par la Escuela de Ciclismo Promesal en 2018. La direction de l'épreuve est reprise par l'ancien cycliste professionnel Laudelino Cubino,.
L'édition 2020 est annulée en raison du contexte sanitaire lié à la pandémie de Covid-19

## Palmarès
| Année     | Vainqueur                  | Deuxième            | Troisième                |
| --------- | -------------------------- | ------------------- | ------------------------ |
| 1935      | Julián Berrendero          |                     |                          |
| 1936-1944 | non disputé                |                     |                          |
| 1945      | Senén Blanco               |                     |                          |
| 1946      | Ángel Alonso               |                     |                          |
| 1947      | Pepín Vicente              |                     |                          |
| 1948      | Senén Blanco               |                     |                          |
| 1949      | Pepín Vicente              |                     |                          |
| 1950      | Victorio García            |                     |                          |
| 1951      | non disputé                |                     |                          |
| 1952      | Andrés Morán               | José Luis Taravillo | Federico Bahamontes      |
| 1953      | Rufino Lajo                |                     |                          |
| 1954      | Domingo Piñero             |                     |                          |
| 1955      | Francisco Mulas            |                     |                          |
| 1956      | Raúl Motos                 |                     |                          |
| 1957      | Pedro Guzmán (ca)          |                     |                          |
| 1958      | non disputé                |                     |                          |
| 1959      | J. Manuel Menéndez         |                     |                          |
| 1960      | J. Manuel Sánchez          |                     |                          |
| 1961-1963 | non disputé                |                     |                          |
| 1964      | J. Luis Reguero            |                     |                          |
| 1965      | Agustín Tamames            |                     |                          |
| 1966      | Agustín Tamames            |                     |                          |
| 1967      | Fulgencio Sánchez (es)     |                     |                          |
| 1968      | Enrique Sahagún (es)       |                     |                          |
| 1969-1973 | non disputé                |                     |                          |
| 1974      | José Luis Alonso           |                     |                          |
| 1975-1982 | non disputé                |                     |                          |
| 1983      | Miguel Indurain            |                     |                          |
| 1984      | non disputé                |                     |                          |
| 1985      | José Luis Villanueva       |                     |                          |
| 1986-1988 | non disputé                |                     |                          |
| 1989      | Rafael Ruiz                |                     |                          |
| 1990      | Jose Ramón López           |                     |                          |
| 1991      | André Dolgnick             |                     |                          |
| 1992      | José Vicente García Acosta |                     |                          |
| 1993      | Borja Izcara               |                     |                          |
| 1994      | David Cañada               |                     |                          |
| 1995      | David Cancela              |                     |                          |
| 1996      | David Latasa               |                     | José Antonio Garrido     |
| 1997      | David Latasa               |                     |                          |
| 1998      | David Bernabéu             |                     | José Antonio Garrido     |
| 1999      | Pablo Getafe               |                     |                          |
| 2000      | Julián Fernández           |                     |                          |
| 2001      | Jorge Ferrío               | Gerardo García      | Alejandro Valverde       |
| 2002      | Juan Manuel Rivas          | Héctor Guerra       | Luis Pasamontes          |
| 2003      | Rubén Tapias               | Antonio Arenas      | Vicent Perales           |
| 2004      | Ángel Vallejo              | Jaume Rovira        | Diego Gallego            |
| 2005      | Miguel Silvestre           | Juan Pablo Suárez   | Francisco Torrella       |
| 2006      | David Gutiérrez Gutiérrez  | Juan Carlos Escámez | Óscar Pujol              |
| 2007      | Óscar Laguna               | Félix Casañs        | Carlos Oyarzún           |
| 2008      | Ibon Zugasti               | Guillermo Lana      | Óscar García-Casarrubios |
| 2009      | Carlos Oyarzún             | Moisés Dueñas       | Alexander Rybakov        |
| 2010      | Víctor de la Parte         | José Antonio Cerezo | Jordi Simón              |
| 2011      | José Antonio de Segovia    | Karol Domagalski    | Darío Gadeo              |
| 2012-2017 | non disputé                |                     |                          |
| 2018      | Raúl García de Mateos      | Eloy Teruel         | Alejandro Ropero         |
| 2019      | Iván Martínez              | Jefferson Cepeda    | Eusebio Pascual          |
| 2020      | annulé                     |                     |                          |
| 2021      | Vinicius Rangel            | Luis Daniel Zea     | Fernando Tercero         |
| 2022      | Edgar Cadena               | Saúl Burgos         | Fernando Tercero         |
| 2023      | Edgar Cadena               | Vicente Rojas       | Samuel Fernández         |
| 2024      | Lucas Lopes                | Pablo Carrascosa    | Martín Rey               |